# Чарышское (Усть-Калманский район)
Чары́шское — село в Усть-Калманском районе Алтайского края России. Административный центр Чарышского сельсовета.

## История
История села ведёт отсчёт с 1929 года. Оно было образовано в период, когда начиналось первое освоение целины на Алтае. Пленум ЦК ВКП (б) состоявшийся в 1928 году, постановил организовать новые зерносовхозы на пустующих целинных землях.
Первые постройки появились уже к концу 1929 года. Приехавший по решению партии Петр Петрович Бианки стал первым председателем совхоза. По своему происхождению он был итальянец, его родители, переехав в Россию, приняли подданство России.
В годы Великой Отечественной войны из совхоза на фронт ушли 500 человек, 161 из них не вернулись.

## География
Село расположено на реке Чарыш (приток Оби).
Расстояние до
- районного центра Усть-Калманка 4 км.
- областного центра Барнаул 137 км.

Уличная сеть
В селе 10 улиц.
Ближайшие села
Новый Чарыш 4 км, Степной 7 км, Дружба 9 км, Приозёрный 12 км, Усть-Камышенка 13 км, Пономарёво 13 км, Толстая Дуброва 15 км, Отдалённый 16 км, Западный 17 км, Восточный 18 км, Кабаново 18 км.
Климат
Климат резко континентальный, соответствует умеренно теплой климатической зоне. В январе средняя температура атмосферы — минус 17,7 °C, в июле — плюс 19,8 °C. Период без морозов составляет 120—130 дней в году. Годовое количество солнечных дней 250—260. Годовое количество осадков в западной части 350—450 мм, в восточной — 500—600 мм. Господствующие ветры юго-западные.

## Население
| 1997  | 1998  | 1999  | 2000  | 2001  | 2002  | 2003  |
| ----- | ----- | ----- | ----- | ----- | ----- | ----- |
| 1588  | ↘1563 | ↘1557 | ↘1543 | ↘1532 | ↘1448 | ↗1455 |
| 2004  | 2005  | 2006  | 2007  | 2008  | 2009  | 2010  |
| ↗1458 | ↘1441 | ↘1432 | ↘1418 | ↘1416 | ↘1415 | ↘1313 |
| 2011  | 2012  | 2013  |       |       |       |       |
| ↘1308 | ↘1271 | ↘1243 |       |       |       |       |

## Транспорт
Через село проходит автодорога Алейск — Усть-Калманка, в селе от неё отходят местные дороги в Усть-Чарышскую Пристань (на восток) и в Пономарёво (на запад).
Ближайшая железнодорожная станция находится в Алейске.